# جاي جاكوبس (لاعب كرة قدم أمريكية)
جاي جاكوبس (بالإنجليزية: Jay Jacobs)‏ هو لاعب كرة قدم أمريكية أمريكي، ولد في 7 أكتوبر 1960.